# Sociedade Pró-Arte Moderna
A Sociedade Pró-Arte Moderna (SPAM) foi uma instituição brasileira nascida em São Paulo, em 1932, logo após o Movimento Constitucionalista que, seguindo a trilha aberta pela Semana de Arte Moderna, se propunha, entre outras finalidades, a promover manifestações artísticas orientadas para o modernismo brasileiro.
Nasceu pode-se dizer de modo espontâneo, do consenso de alguns poucos que tinham em mente a modernização da arte, em suas diversas manifestações, na cidade de São Paulo. Em 23 de novembro de 1932, após prévios entendimentos, reuniram-se os idealizadores na casa do arquiteto Gregori Warchavchik e ali estabaleceram as bases da nova sociedade.
Oficialmente fundada em  22 de dezembro de 1932, seguindo uma ideia do poeta Mário de Andrade, a SPAM reuniu artistas brasileiros e personagens influentes da alta sociedade paulistana como (entre outros) Anita Malfatti, Paulo Prado, Lasar Segall, Camargo Guarnieri, Tarsila do Amaral, Hugo Adami, Rossi Osir, John Graz, Vittorio Gobbis, Wasth Rodrigues, Olívia Guedes Penteado, Sérgio Milliet, Menotti Del Picchia e Paulo Mendes de Almeida.
As finalidades da SPAM eram várias: estreitar as relações entre os artistas e as pessoas que se interessam pela arte em todas as suas manifestações; promover exposições, concertos, conferências, reuniões literárias; organizar anualmente o mês da arte e instalar uma sede social.